# Preußlitz
Preußlitz este o comună în Saxonia-Anhalt, Germania.